# Sutonocrea duplicata
Sutonocrea duplicata là một loài bướm đêm thuộc phân họ Arctiinae, họ Erebidae.